# مجید تیکدری‌نژاد
مجید حسین تیکدری‌نژاد (زاده ۶ سپتامبر ۱۹۸۲) یک بازیکن فوتسال اهل ایران است.